# Evangelische Pfarrkirche Eckelshausen

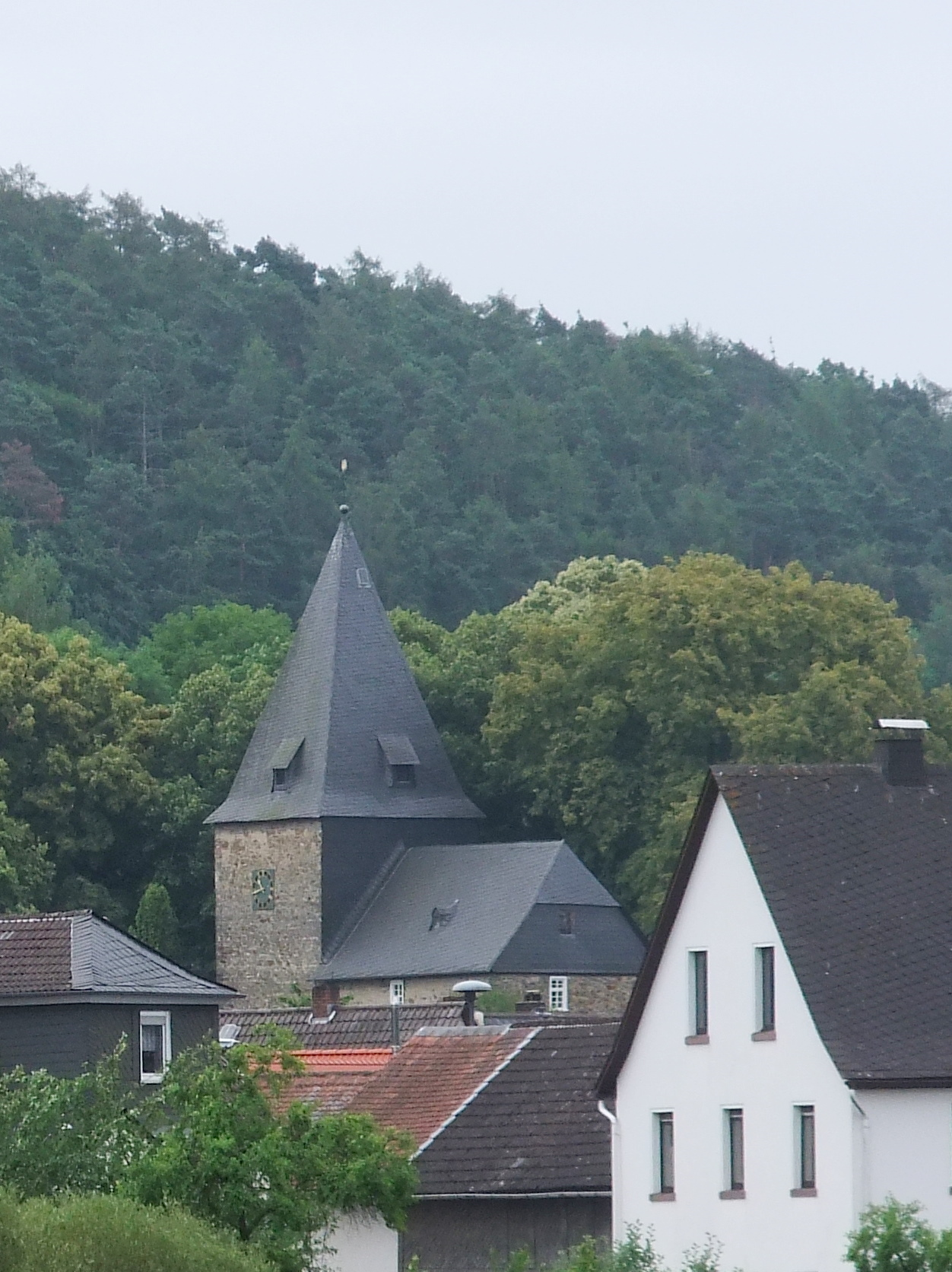
Pfarrkirche Eckelshausen

Die Evangelische Pfarrkirche Eckelshausen ist ein denkmalgeschütztes Kirchengebäude in Eckelshausen im Hessischen Hinterland. Die Kirchengemeinde gehört zum Dekanat Biedenkopf-Gladenbach in der Propstei Nord-Nassau der Evangelischen Kirche in Hessen und Nassau.

## Beschreibung
Der Chorturm im Osten und das fast gleichbreite Kirchenschiff sind zwar romanischen Ursprungs, aber in unterschiedlichen Bauphasen entstanden. Um 1700 wurde die Kirche umgebaut. Das schiefergedeckte Pyramidendach des Turms ebenso wie seine Maßwerkfenster sind spätgotisch. Das Satteldach des Kirchenschiffs hat im Osten einen Krüppelwalm. Die Kirchenglocken, die im Glockenstuhl hängen wurden ursprünglich 1666, 1775, 1826 und 1880 gegossen. Jeweils zwei mussten im Ersten Weltkrieg und im Zweiten Weltkrieg abgeliefert werden, die dann 1927 und 1955 ersetzt wurden. Die dreiseitig umlaufenden Emporen von 1775 wurden 1954 verändert. Die Kanzel stammt aus der 2. Hälfte des 18. Jahrhunderts. 1892 wurde ein neuer Altar errichtet und ein Kruzifix aufgestellt. Die Orgel mit zehn Registern auf zwei Manualen und Pedal wurde 1901 von Adam Eifert gebaut.